# Asesinatos y desapariciones de Dupont de Ligonnès
Los asesinatos y desapariciones de Dupont de Ligonnès implicaron el asesinato de cinco miembros de la misma familia en Nantes, en el departamento del Loira Atlántico, al noroeste de Francia, seguido de la desaparición del padre de familia. Agnès Dupont de Ligonnès y sus cuatro hijos fueron asesinados a principios de abril de 2011. Sus cuerpos fueron encontrados el 21 de abril de 2011 en su casa de Nantes. El padre, Xavier Dupont de Ligonnès, desapareció al mismo tiempo y es considerado el principal sospechoso de sus asesinatos. Es objeto de una orden de arresto internacional.

## La familia
La familia Dupont de Ligonnès es una antigua familia aristocrática francesa originaria de Annonay, en la región de Vivarais, en el sudeste de Francia. Entre sus antepasados se encuentra Édouard du Pont de Ligonnès (1797-1877), que se casó con Sophie de Lamartine, hermana del poeta Alphonse de Lamartine y cuyo hijo menor, Charles du Pont de Ligonnès, se convirtió en el obispo de Rodez. 
En 2011, Xavier y Agnès vivían en el 55 boulevard Robert-Schuman de Nantes, en una modesta casa en los suburbios del oeste de la ciudad.

### Los padres

#### Xavier, el padre
Xavier Pierre Marie Dupont de Ligonnès (nacido el 9 de enero de 1961 en Versalles) es hijo de Bernard-Hubert Dupont de Ligonnès (7 de noviembre de 1931 - 20 de enero de 2011). El padre de Xavier era un ingeniero graduado de la École Nationale Supérieure de Mécanique et d'Aérotechnique de Poitiers, y su madre era Geneviève Thérèse Maître. Las actividades profesionales de Xavier eran muy vagas, pero una fuente cercana a la investigación lo describe como un vendedor. Creó varios negocios, con un éxito limitado: 
- SELREF, una empresa con un propósito secreto y ambiguo, con sede en Pornic, donde fue empleado como gerente. Las cuentas de 2006 de la empresa, accesibles a través de un sitio web comercial público, sólo muestran la mínima información, y los últimos datos relativos a la empresa fueron presentados en el Registro de Comercio francés el 24 de febrero de 2004.[6] Contrató a seis vendedores en 2003 y los despidió a todos poco después.[7]

- La Route des Commerciaux ("Ruta de los Comerciantes", registrada en la misma dirección que SELREF[6]), una guía de hoteles y restaurantes para los vendedores ambulantes;[8]

- Carte Crystal ("Menú Crystal", registrada en el domicilio de la familia en el Boulevard Robert-Schuman[6]), un "proyecto de creación de un sistema de fidelización para los clientes de restaurantes";[9] y
- Federation française de commerciaux ("Federación Francesa de Comerciantes", también registrada en el domicilio familiar y cuyos estatutos fueron archivados en abril de 2004), que tenía el propósito declarado de "mantener en un solo lugar toda la información necesaria para los profesionales de la educación comercial, independientemente de su condición".[6][10]

Las autoridades consideran a Xavier el principal testigo y el principal sospechoso del asesinato de su esposa y sus cuatro hijos. Después de que sus cuerpos fueran descubiertos enterrados en el jardín de la casa familiar, la policía comenzó a buscarlo. Según el fiscal, los parientes de Xavier dicen que les escribió una carta explicándoles que él y su familia estarían ausentes ya que "era una especie de agente secreto de los Estados Unidos y tenía que regresar a los Estados Unidos como parte de un programa de protección de testigos para trabajar en un caso de drogas".

#### Agnès, la madre
Agnès Hodanger nació el 9 de noviembre de 1962 en Neuilly-sur-Seine, en las afueras de París. Fue asistente en la Escuela Católica Blanche-de-Castille en Nantes, donde parte de sus deberes consistía en enseñar el catecismo. Fue descrita como muy religiosa, asistiendo regularmente a misa con sus hijos. Los feligreses la describieron como amable pero estricta con sus hijos. Tenía 48 años en el momento de su muerte. 
En 2004, siete años antes del asesinato, escribió prolíficamente en el foro médico en línea francés Doctissimo. Agnès describió las dificultades a las que se enfrentaban ella y su marido y declaró que él le había comentado que una muerte en grupo como familia no sería una catástrofe

### Los niños

#### Arthur
Arthur Nicolas Dupont de Ligonnès nació el 7 de julio de 1990 de otro padre, pero Xavier lo reconoció como su hijo cuando se casó con Agnès cuando Arthur tenía dos años. Obtuvo una licenciatura en Ciencia, Tecnología Industrial y Desarrollo Sostenible a la edad de 20 años. Estaba estudiando para obtener un diploma técnico en TI en la universidad privada Saint-Gabriel en Saint-Laurent-sur-Sèvre, en el departamento de Vendée, a una hora en coche de Nantes. También trabajó como camarero en una pizzería de Nantes. Tenía 20 años en el momento de su muerte.

#### Thomas
Thomas Dupont de Ligonnès nació el 28 de agosto de 1992 en Draguignan, en el sur de Francia. Obtuvo el bachillerato en Literatura a los 17 años. Era un apasionado de la música y la estudió en la Universidad Católica de Occidente en Angers. Vivió en la residencia de Saint-Aubin y se le describió como un "muchacho ordinario que a menudo iba acompañado por su familia para dejarlo y recogerlo", mientras que varios de sus compañeros de clase lo recuerdan como "muy discreto". Tenía 18 años en el momento de su muerte. 

#### Anne
Anne Dupont de Ligonnès nació el 2 de agosto de 1994 en Draguignan. Estaba en el 11 ° grado siguiendo un plan de estudios académico en Ciencias, y sus amigos y familiares la describieron como una niña que compartía las creencias religiosas de su madre y era considerada y accesible. Sus amigos se preocuparon cuando vieron que no se conectaba como regularmente lo hacía y no contestaba a las llamadas. Anne tenía 16 años en el momento de su muerte. 

#### Benoît
Benoît Dupont de Ligonnès nació el 29 de mayo de 1997, el hijo menor de Xavier y Agnès. Según sus amigos y compañeros de clase de la escuela secundaria, era popular entre las chicas.  Era monaguillo en la iglesia de Saint-Félix en Nantes. Tenía 13 años en el momento de su muerte.

## Cronología de los acontecimientos

### Las acciones finales de la familia
- El contrato de arrendamiento de la casa había sido rescindido.[21]
- Todas las cuentas bancarias habían sido cerradas.[22]
- La escuela de los niños recibió un pago final.[23]
- El empleador de Agnès fue informado de que sufría de gastroenteritis y luego que se mudaba a Australia.[24]
- Se colocó un mensaje en su buzón: «Devuelva todo el correo al remitente. Gracias»
- La casa se había vaciado completamente.[25]

#### Marzo de 2011
- El 12 de marzo fueron compradas las balas de fusil.[26]
- Xavier se inscribió en el campo de tiro de Charles Des Jamonières, al norte de Nantes, donde estuvo cuatro veces entre el 26 de marzo y el 1 de abril.[4] Obtuvo su licencia de armas de fuego el 2 de febrero de 2011. Thomas y Benoît también habían comenzado a aprender a disparar, mientras que Arthur estaba previsto que empezara pronto.[27]
- Se encontró un recibo de venta de una tienda de bricolaje en la casa de la familia. La tienda está ubicada en Saint-Maur, en el departamento francés central de Indre, a aproximadamente 320 kilómetros de Nantes, a 3,5 horas en coche. El recibo estaba fechado un miércoles de finales de marzo -el 23 o el 30- y en él figuraban varias compras, entre ellas un rollo de grandes bolsas de basura y una caja de baldosas de plástico adhesivo.

#### Abril de 2011

##### Viernes 1 abril
- Arthur, el hijo mayor, deja el colegio donde estudiaba y no aparece en la pizzería donde trabajaba e iba a ir a recoger su salario mensual. Su jefe se sorprende por esto, diciendo que Arthur siempre venía a recoger su salario el primer día del mes.[28]
- Xavier Dupont de Ligonnès compra cemento, una pala y una azada.

##### Sábado 2 de abril
- Xavier compra cuatro bolsas de óxido de calcio de 10 kg cada uno, de diferentes tiendas en el área de Nantes.[29]

##### Domingo 3 de abril
- Un vecino, Fabrice, ve a Agnès por última vez. Poco después, ve a Xavier «metiendo grandes bolsas en su automóvil», un Citroën C5.[30]
- La pareja y tres de los niños van al cine y luego cenan en un restaurante de Nantes.
- A las 10.37 p. m., Xavier deja un mensaje en el contestador de su hermana Christine: «Pasamos la noche del domingo en el cine juntos, luego en un restaurante, y acabamos de volver... Llamo para preguntar si es demasiado tarde para hablar contigo por teléfono y ahora veo que se ha ido al buzón de voz. Pero... Me sorprendió que me hablaras de Bertram, que se está preparando para su vuelo. ¡¿Eh?! Pero... ¡Pensé que acababa de llegar!... Así que me sorprendió un poco. De todos modos, enviándote mi amor... Si no es demasiado tarde, llámame o envíame un mensaje de texto y te llamaré. OK, voy a ver si los chicos están ya en la cama, saluda a todos. ¡Hasta pronto!... Tal vez...»[31] La grabación del mensaje real se hizo pública en septiembre de 2019.[32]

##### Lunes 4 abril
- Anne y Benoît no aparecen en su escuela, La Perverie-Sacré-Cœur, «debido a una enfermedad».[30][33] Los amigos de Anne y Benoît se preocupan cuando no pueden comunicarse con ellos. Recuerdan un rumor acerca de que la familia se fue a Australia, donde su padre había sido trasladado en su trabajo, y encuentran sospechoso que sus amigos no les hayan dicho nada sobre esta «partida». Intentan contactar con Benoît y Anne en línea y por mensaje de texto.[34]
- Xavier habla con su hermana, Christine de Ligonnès, por teléfono durante 20 a 30 minutos.[35] Ella dijo que todo parecía normal.[36]
- Xavier cena solo con su hijo Thomas en La Croix Cadeau,[37] un restaurante de lujo en Avrillé, cerca de Angers. Los dos camareros recuerdan que Thomas se sintió mal cerca del final de la comida, y que Xavier y Thomas apenas se hablaron durante la comida.[38]

Los investigadores creen que Xavier Dupont de Ligonnès asesinó a su esposa y a tres de sus hijos en la noche del 3 al 4 de abril, y luego asesinó a su hijo Thomas en la noche del 4 de abril.

##### Martes 5 abril
- Un agente judicial llega a la casa de la familia para cobrar una deuda de 20 000 €, pero nadie abre la puerta.[39]
- Los vecinos de la familia discuten la fecha de la muerte de Agnès. Afirman que fue vista frente a su casa el 5 de abril alrededor de las 12:15 o 12:30, y de nuevo el 7 de abril.[40] El fiscal de Nantes reconoció que los forenses no pudieron reducir la fecha exacta de la muerte a un día concreto. Además, una empleada de una peluquería cercana a la casa afirmó en RTL haber visto a Agnès el martes 5 de abril. La empleada declaró: «Fui a recoger mi salario. Era un martes, era el 5 de abril. Necesitaba mi salario. La vi en la acera con su teléfono sobre las 12.15 o 12.30.»[41]
- Un amigo de Thomas que había estudiado música con él confirmó que Thomas pasó el martes por la tarde con él en la casa de su amigo en Angers, donde tocaron música y vieron la televisión.[42] Thomas tenía planeado pasar la noche en la casa de su amigo, pero Xavier telefoneó a su hijo y le pidió que regresara a Nantes, ya que su madre había sufrido un «accidente de bicicleta». Thomas cenó rápidamente con su amigo, luego tomó un tren para su casa alrededor de las 10 p. m.. Al día siguiente, el amigo trató de comunicarse con Thomas, pero solo recibió breves mensajes de texto en respuesta, tales como «No voy a ir a tu casa», «Estoy enfermo» y «Muy enfermo, tampoco voy a ir a clase». Dos días después de la partida de Thomas, su amigo recibió un mensaje de texto: «Me he quedado sin batería, mi padre está buscando un nuevo cargador para mi teléfono». Esto es lo último que el amigo de Thomas escuchó de él o de cualquier otra persona de la familia.[34] Maggie, la novia y compañera de clase de Thomas, lo recuerda como un «chico alegre, alegre y alegre».[43] También describió a su novio como «un tipo muy agradable que siempre escuchaba lo que tenías que decir... muy cercano a sus hermanos, hermana, madre y padre... apasionado por la música y el cine». También declaró que había hablado con él en Facebook el martes 5 de abril mientras él estaba en la casa de su amigo, y que le había parecido «extraño en su forma de escribir» cuando le dijo que su padre le había contado que su madre había tenido un accidente de bicicleta y que Thomas tenía que volver a casa esa misma noche. Además, la víspera (lunes 4 de abril), ella había notado que parecía «solitario» y le había dicho que «se iba a saltar las clases del miércoles para ir a un ensayo de música», pero no se presentó al ensayo, lo que «no era propio de él».
- Durante esta semana, los vecinos escucharon a los perros de la familia aullar durante dos noches consecutivas y luego nunca los volvieron a escuchar.[30]

##### Miércoles 6 abril
- La novia de Arthur, preocupada por no saber nada de él, llamó a la puerta de la casa familiar, donde «había una luz encendida en el primer piso», pero los dos labradores de la familia no ladraron cuando llamó.

##### Jueves 7 de abril: varios testigos afirman haber visto a Agnès con vida
- Xavier hizo varios viajes de ida y vuelta de la casa a su coche, cargando el coche con grandes bolsas.[44] Un vecino también afirma haber hablado con Agnès ese día: «El 7 de abril, vi a Agnès paseando a su perro. Hablamos brevemente, luego acabé nuestra charla porque tenía una cita importante.»[45]
- Esta misma vecina habló con RTL con la condición de mantener el anonimato, diciendo: «los periódicos dicen que las autopsias sitúan su muerte en el 4 [de abril], pero estoy casi convencida de que la vi en la tarde del jueves 7 y sé que no hablé mucho tiempo con ella porque tengo prisa cuando recojo a mi hijo de la guardería todos los jueves por la noche».[40][41]
- Un reportaje de Anne-Sophie Martin en el programa Envoyé spécial ("Enviado especial"), que se emitió en el canal France 2 el 24 de octubre de 2013, afirmaba que más de dos años después de los acontecimientos, esta vecina seguía convencida de que había visto a Agnès el día 7. El informe reveló a otro testigo que estaba de acuerdo con esto: una vendedora amiga de Agnès que declaró que la vio en su tienda el jueves 7 o el viernes 8 de abril.[46]

##### Viernes 8 de abril
- Xavier escribe en el foro católico en línea cite-catholique.org.[47] Según el fiscal, «se conectó por última vez el 8 de abril desde la dirección IP de la casa de la familia en Nantes».[48]
- Envía un correo electrónico a su cuñado (el marido de Christine), diciendo: «todo está bien, Bertram, pronto tendrás noticias más detalladas a través de Christine. Adiós por ahora. Te deseo lo mejor, Xavier. Todo lo mejor, Xavier».[49]
- Se envía un mensaje a la madre y a la hermana de Xavier desde la dirección IP de la casa familiar. Después de que esto fuera revelado por RTL y Le Figaro el 7 de mayo, el abogado de la familia, Stéphane Goldenstein, dijo que «fue enviado desde su dirección IP, pero ¿qué pasa si fue escrito bajo coacción? O bien Xavier se suicidó o fue asesinado...»

### Desaparición y cartas para familiares cercanos

#### Lunes 11 abril
- La escuela de Anne y Benoît recibe una carta firmada por Xavier, en la que se afirma que Anne y Benoît dejarán la escuela y la familia se trasladará a Australia debido a «cambios profesionales urgentes». La escuela católica donde trabaja Agnès recibe una carta de renuncia firmada por Agnès, en la que se declara la misma razón para dejarla. El director no puede comunicarse con ella por teléfono.[30]
- Se envía una carta mecanografiada y sin firmar con fecha 11 de abril (la fecha puede haber sido añadida posteriormente) a la familia inmediata de Xavier. Esto fue revelado por la prensa el 5 de mayo.[50] En esta carta, Xavier explica que después de haber trabajado encubiertamente para la Agencia Antidrogas de los Estados Unidos (DEA), toda la familia ha tenido que trasladarse a los Estados Unidos como parte de un Programa Federal de Protección de Testigos, y que nadie podrá contactar con ellos durante unos años. Aconseja a sus parientes que hagan circular informes en los medios sociales de que la familia se ha mudado a Australia. No hay pruebas de que esta carta haya sido escrita por Xavier Dupont de Ligonnès. Hasta el día de hoy, se desconocen los resultados de los análisis de ADN (si los hay).
- Xavier pasa la noche del 11 al 12 de abril en el Hôtel Première Classe de Blagnac, cerca de Toulouse, en el suroeste de Francia, y paga su estancia con tarjeta de crédito. Luego se va en su Citroën C5.

#### Martes 12 abril
- Xavier pasa la noche del 12 al 13 de abril en el Auberge de Cassagne en Le Pontet en Vaucluse, en el sureste de Francia, bajo el nombre falso de Laurent Xavier. Paga 214,59 € con tarjeta de crédito.

#### Miércoles 13 abril
- Los vecinos de Nantes se preocupan y se ponen en contacto con la policía. Las persianas de la casa han estado cerradas durante más de una semana y el coche de Agnès ha estado aparcado fuera en la calle todo el tiempo.[30]

#### Jueves 14 abril
- Xavier retira 30 € de un cajero automático en Roquebrune-sur-Argens en Var, sureste de Francia.[30]
- Esa noche, Xavier duerme en el Hotel Formule 1 en la ciudad, donde es grabado por una cámara de vigilancia - el último avistamiento conocido de él.[51]

#### Viernes 15 abril
- Xavier sale del hotel y abandona su auto allí.

### Investigación sobre la desaparición; cuerpos descubiertos

#### Martes 19 abril
- Se abrió una investigación que reveló que Xavier compró los materiales de bricolaje.[30]

#### Jueves 21 abril
- Se emitió un aviso de «buscado» para toda la familia. Durante el día, los investigadores descubren los restos de Agnès y los cuatro chicos bajo el patio del jardín trasero de la casa.[30] También se encontraron enterrados los cuerpos de los dos perros labradores de la familia.
- Durante la noche del 21 al 22 de abril, el Citroën C5 de color azul metálico, con matrícula 235 CJG 44, es encontrado en el aparcamiento del Hotel Fórmula 1 de Roquebrune-sur-Argens por la policía.[52][53] El paradero de un Pontiac, que también se buscaba, sigue siendo desconocido hasta el día de hoy.
- Los investigadores se dirigen a una línea de investigación que involucra a un monasterio. Se especula que Xavier Dupont de Ligonnès podría haberse retirado a un monasterio, donde se le daría acogida y discreción.[54]

### Autopsias, funerales y cremaciones

#### 22 de abril: autopsias
- Según las autopsias, las víctimas fueron drogadas y luego muertas a tiros con un rifle largo del 22 mientras dormían. Xavier tiene un arma de este calibre, que heredó de su padre tres semanas antes de los asesinatos.[33]
- El fiscal en Nantes afirma que permitirá que las víctimas sean enterradas en los próximos días.[55] La sorprendente velocidad de este procedimiento, combinada con el hecho de que se aconsejó a los familiares que no vieran los cuerpos, lleva a los familiares de Xavier a creer que los cuerpos recuperados no son los de Agnès y sus hijos.[56]
- Se emite una orden de detención internacional para localizar a Xavier Dupont de Ligonnès, con el fin de obtener su testimonio en relación con los asesinatos.[57]

#### 28 de abril: funeral
- El funeral de la familia se celebró a las 2.30 p. m. en la iglesia de Saint-Félix en Nantes. La familia Dupont de Ligonnès asistía regularmente a esta iglesia, y Benoît era monaguillo allí. 1400 personas asistieron al funeral.[58] La familia solicitó una ceremonia simple sin flores ni coronas. Se proporcionó seguridad significativa para el evento. Los cuerpos fueron cremados después del funeral. Las víctimas fueron enterradas el sábado 30 de abril a las 10:30 a. m. en Noyers-sur-Serein en el departamento de Yonne en el centro-este de Francia, el lugar de origen de la familia de Agnès.[59]

### Caza de Xavier Dupont de Ligonnès
El 29 de abril, se realizó una búsqueda en el departamento de Var. El 10 de mayo, se emitió una orden de arresto internacional contra Xavier Dupont de Ligonnès.
El 23 de junio, expertos en espeleología registraron 40 cuevas naturales en un radio de 15 kilómetros alrededor de Roquebrune-sur-Argens.

### Cobertura mediática e «investigación cibernética»
Tras la desaparición de Xavier Dupont de Ligonnès, y sobre la base de los elementos de la investigación policial denunciados por los medios de comunicación, "cientos de internautas franceses, fascinados por este curioso crimen, se convirtieron en improvisados ciberinvestigadores y se entusiasmaron al recrear cada rastro digital dejado por Agnès y Xavier" en Facebook.
Según un comunicado de prensa de AFP en Le Monde, «los administradores de un sitio web católico, clasificado como fundamentalista por el episcopado, confirmaron que Xavier Dupont de Ligonnès era miembro de su foro, donde en 2010 preguntó sobre el significado de "sacrificio» y recientemente se volvió «agresivo». Xavier participó en varios debates teológicos bajo varias identidades en línea en el foro cristiano La Cité catholique. Finalmente se le prohibió la entrada al foro. Según una fuente cercana a Xavier, «nunca puso un pie dentro de una iglesia». Un estudio publicado por Bernard Blandre en Mouvements Religieux ("Movimientos Religiosos") y posteriormente publicado en línea afirma que si Xavier es el asesino, sus motivos no eran religiosos.

## Líneas de investigación
La investigación ha estado en marcha desde 2011 y ha llevado a más de 800 pistas, así como búsquedas que han conducido a callejones sin salida. 

### Sus amigos
- Antes de su desaparición, Xavier Dupont de Ligonnès intentó recuperar el contacto con varios viejos amigos. La policía de Nantes, bajo las órdenes del juez Robert Tchalian, pasó más de dos años buscando a Claudia, una mujer alemana con la que Xavier casi se casó a principios de los años 80, y con la que había mantenido contacto.
- El 27 de febrero de 2013, la policía alemana había previsto lanzar un llamamiento a los testigos en el programa alemán Aktenzeichen XY ungelöst (Caso número XY sin resolver) en el canal público alemán ZDF.[64] Este llamado se abandonó cuando la hermana y el cuñado de Xavier se dieron cuenta de que en el expediente figuraban sus direcciones de correo electrónico, en contra de las leyes muy estrictas de Alemania sobre la privacidad.[65] Según la fiscal francesa Brigitte Lamy, la información de Alemania fue entregada a los investigadores franceses el 16 de abril de 2013 pero «no añadió nada al expediente».[66]

### Investigación estadounidense
Xavier Dupont de Ligonnès creó Netsurf Concept LLC, una empresa que fue inscrita en el registro mercantil de Florida, Estados Unidos. Su asesor fue Gérard Corona, un inmigrante francés y gerente de la empresa Strategy Netcom, fundada en 1998. Corona se especializó en ayudar a los extranjeros en los procedimientos administrativos y legales en los Estados Unidos. También ayuda a sus clientes a abrir cuentas bancarias en el extranjero y a obtener tarjetas bancarias anónimas que les permiten retirar dinero en cualquier parte del mundo sin dejar rastro. Se ha especulado que Xavier Dupont de Ligonnès podría haber utilizado estos servicios para desaparecer.

### Búsquedas en el Macizo de los Maures
- El 9 de abril de 2013 se realizó una operación para encontrar el cuerpo de Xavier Dupont de Ligonnès. Esto condujo a un gran esfuerzo de búsqueda. Los investigadores, asistidos por buzos de cuevas, buscaron en las antiguas minas de plomo Pic Martin en Cannet-des-Maures en el Var.[68][69] Fue aquí donde Jacques Massié y su familia fueron encontrados asesinados en 1981.

- El 2 de mayo de 2013, 50 agentes de policía y bomberos de una unidad especializada en la búsqueda en lugares peligrosos y de difícil acceso llevaron a cabo un registro. La búsqueda resultó infructuosa.[70]

### Conclusiones de los investigadores
La fiscal Brigitte Lamy no ha reconsiderado la condición de sospechoso de Xavier Dupont de Ligonnès y se inclina por la creencia de que se suicidó. Si se encuentra su cuerpo y no hay otro sospechoso, la investigación se cerrará «por defecto».
En junio de 2013, se encontró un cuerpo a 20 kilómetros de donde se vio por última vez a Xavier Dupont de Ligonnès. Se realizó una autopsia que no excluyó completamente la posibilidad de que el cuerpo fuera el de Xavier. La fiscal de Draguignan, Danielle Drouy-Ayral, declaró «en este momento, no es el cuerpo de Xavier Dupont de Ligonnès», sin dar más detalles para explicar esta declaración.

### Huesos descubiertos
En la noche del martes 28 de abril de 2015, un excursionista descubrió huesos en un bosque en Bagnols-en-Forêt, cerca de Fréjus en la costa sur de Francia, cerca de donde fue visto por última vez Xavier Dupont de Ligonnès.
La policía estableció una relación con la desaparición de Xavier y analizó lo que parecía ser un campamento de supervivencia donde se descubrieron otros objetos, incluyendo una cartera vacía, un encendedor, un par de gafas, un saco de dormir, una revista y una factura de 2011. También se alegó que se había encontrado una fijación interna en el hueso del antebrazo del difunto desconocido. Sin embargo, hasta donde sabe la policía, Xavier Dupont de Ligonnès no tenía un dispositivo médico en el antebrazo, aunque no es imposible que hubiese sido operado después de su desaparición. La revista encontrada parece datar de 2010, precediendo a la desaparición de Xavier en 2011. 
El 1 de mayo de 2015, el sitio web RTL.fr informó que «el ADN obtenido de los efectos personales alrededor del cuerpo descubiertos la noche del 28 de abril en Bagnols-en-Forêt no es el de Xavier Dupont de Ligonnès, sino el de otro hombre cuya identidad se desconoce actualmente».

### Nota enviada al periodista
A mediados de julio de 2015, un periodista de Nantes recibió una fotografía, en la parte posterior de la cual había una nota escrita a mano «Todavía estoy vivo». La imagen muestra a dos de los niños de Dupont de Ligonnès, Arthur, el mayor y Benoît, el menor, sentados en la mesa de la cocina. No se sabe quién tomó y quién envió la foto.

### Monasterio investigado
El 9 de enero de 2018, la policía armada hizo una redada en el monasterio de Saint-Desert en Roquebrune-sur-Argens, el pueblo donde se vio por última vez a Xavier Dupont de Ligonnès, después de que varios fieles afirmaron haberlo visto allí. Al principio, la policía se esforzó por avanzar, ya que los monjes del monasterio hicieron un voto de silencio. Sin embargo, después de una búsqueda de dos horas y media, determinaron que los informes eran un caso de identidad equivocada, y la persona que se creía que era Dupont de Ligonnès era un monje que se parecía a él.

### Arresto en el aeropuerto de Glasgow
El 11 de octubre de 2019, un hombre fue arrestado en el aeropuerto de Glasgow en Escocia después de llegar en un vuelo desde el aeropuerto Charles de Gaulle de París. Tras una alerta de información anticipada sobre los pasajeros (API), la Interpol en Londres había informado a las autoridades francesas el viernes 11 de octubre de que un pasajero que había reservado en un vuelo París-Glasgow el sábado 12 de octubre había introducido los datos API correspondientes a un pasaporte francés robado. Sospechando que el pasaporte podía haber sido utilizado por Xavier Dupont de Ligonnès, las autoridades francesas preveían estar presentes en la puerta de embarque del aeropuerto Charles de Gaulle del vuelo del sábado para interceptar al pasajero y verificar su identidad. Sin embargo, el pasajero hizo un cambio de última hora en su reserva de vuelo, volando en cambio a Glasgow el viernes por la tarde. Era demasiado tarde para que las autoridades francesas fueran al aeropuerto de París, así que pidieron a sus homólogos escoceses que interceptaran al pasajero a su llegada a Glasgow. El pasajero fue debidamente arrestado por la policía escocesa, que le tomó las huellas dactilares antes de decírselo a las autoridades francesas: «Este es su hombre». Esta información se dio a conocer a los medios de comunicación y la historia recibió una amplia cobertura de noticias en Francia. Sin embargo, mientras tanto, las autoridades francesas habían estudiado las imágenes de las cámaras del aeropuerto Charles de Gaulle y dudaban de que el hombre fuera Dupont de Ligonnès; sus dudas se acrecentaron aún más cuando la Policía de Escocia se negó a enviarles los resultados de las huellas dactilares. 
El 12 de octubre, después de una toma de huellas dactilares más minuciosa y una prueba de ADN, se anunció que el hombre detenido no era Xavier Dupont de Ligonnès, sino un ciudadano francés de 69 años nacido en Portugal que visitaba a su esposa escocesa en Dunoon. El hombre fue liberado sin cargos. Se reveló que el hombre había denunciado el robo de su pasaporte en 2014, pero que desde entonces había adquirido un pasaporte válido y legítimo de reemplazo y ha estado viajando con ese pasaporte regularmente desde entonces.

### Desafíos a la teoría oficial

#### Teoría de la emigración
Aunque Christine de Ligonnès dudó inicialmente de la autenticidad de la carta del 11 de abril de 2011 (mientras seguía reivindicando la inocencia de su hermano), en marzo de 2012 comenzó a declarar a los medios de comunicación que «básicamente, Xavier y su familia se fueron a los Estados Unidos porque su seguridad estaba amenazada en Francia. Los cuerpos encontrados bajo el patio no pueden ser los de Agnès y los chicos». Ella cree que «la información filtrada a los medios de comunicación proviene de fuentes con interés en hacer desaparecer a la familia». En 2013, en el blog que creó con su marido, Bertram de Verdun, menciona un correo electrónico que su hermano escribió a dos amigos en julio de 2010. Escribió sobre los «accidentes» que podían ocurrirle a su familia, y terminó con las palabras: «Así que espero que, incluso después de una investigación policial, mis padres, hermanos y hermanas nunca sean inducidos a creer que yo causé intencionadamente estos accidentes (aunque las pruebas sean sólidas).»

#### Las opiniones del abogado de la familia sobre la investigación
Según Goldstein (el abogado de Geneviève Dupont de Ligonnes, la madre del sospechoso; Christine, su hermana; y Bertram de Verdun, el esposo de Christine): «Ni siquiera sabemos cuándo fueron asesinadas las víctimas. La autopsia apunta a una muerte entre 10 y 21 días antes de su descubrimiento. Tal imprecisión es realmente asombrosa.[...] En realidad, nada es seguro en este asunto, aparte del hecho de que se encontraron algunos cuerpos en el 55 boulevard Schuman.[...] Se llevaron a cabo investigaciones, pero todo lo que nos han permitido determinar es que los cuerpos comparten el mismo ADN. Ningún análisis ha comparado este ADN común con el de Agnès Hodanger. Además, mi cliente confirma que las alturas y los pesos de los cuerpos no corresponden a las dimensiones conocidas de los miembros de la familia. En mi opinión, esto constituye negligencia durante la autopsia. Pero la autopsia permite a Christine y Geneviève opinar que.[...] Lo que también sé es que un solo hombre no puede cavar ese hoyo debajo del patio, incluso un hombre cegado por la ira y el odio: 2,5 metros cúbicos de tierra fueron desplazados. El asunto se basa en la idea de que Xavier Dupont mató a su familia antes de enterrarlos. No se ha explorado ninguna otra línea de investigación. No sé quién mató a esta familia. Nada en sus vidas me lleva a creer que alguien se la jugaría por ellos hasta este punto. Esa es la conclusión de mis clientes. Ya que nadie podría haberlos matado, el hecho es que no están muertos».

#### Posibles avistamientos
La policía recibió más de 900 informes de personas que creyeron haber visto a Xavier. En particular, alguien que coincide con su descripción física fue grabado por CCTV en un casino en Néris-les-Bains, y la policía posteriormente concentró su búsqueda en el área.

## Carta de Xavier a los familiares
Una carta no firmada con fecha 11 de abril de 2011, supuestamente de Xavier, fue recibida por los parientes cercanos de Xavier. Esta carta fue publicada en la prensa el 5 de mayo. Cubre cuatro páginas de papel tamaño A4, está escrita en un estilo informal, a veces humorístico, y a veces divaga y se sale por tangentes sin relación. Se traduce de la siguiente manera:

¡Hola a todos!

Gran sorpresa: tenemos que salir urgentemente hacia los EE.UU., debido a un conjunto de circunstancias muy particulares que explicaremos a continuación.
Están recibiendo esta carta por correo convencional porque durante los próximos años, no podremos comunicarnos de otra manera (ni emails, ni textos, ni llamadas telefónicas) por razones de seguridad.
Cuando lean esta carta, ya no estaremos en Francia y no podremos regresar por un período de tiempo aún indeterminado (unos pocos años).
Debes estar preguntándote qué está pasando...
Aquí está la historia (por lo menos, tanto como se nos permita contarla. Esta carta es la única correspondencia que se nos permitió escribir - lo que podría ser una buena noticia para algunos de ustedes - y ha sido revisada antes de ser enviada).
Cuando comenzamos nuestra compañía en Miami en 2003, nos pusieron en contacto (a través de la persona que nos ayudó a iniciar la compañía) con la "DEA" (Drug Enforcement Administration: una especie de "escuadrón de la droga" estadounidense con agentes sobre el terreno en varios países), que buscaban a un ciudadano francés para infiltrarse en los clubes nocturnos franceses para obtener información sobre las redes de tráfico de drogas y de blanqueo de dinero sin llamar la atención.
A través de la Route des Commerciaux, me encontraba cada noche en una ciudad diferente, con un motivo legítimo para ponerme en contacto con los jefes de los clubes nocturnos (para invitarlos a figurar en la sección "Ocio" de la RDC), por lo que yo (Xavier) era el candidato ideal:
Así que una vez que fui probado e informado, acepté mi misión de trabajar de incógnito para la DEA, bajo la condición de mantener el secreto (lo que incluye, aún más importante, a los chicos).
Así que esa es la verdadera razón por la que regresamos a Francia en vez de establecernos en Miami (y no debido a las vacunas que supuestamente son "peligrosas" para los niños ... los que nunca han "tragado" esta "falsa" razón pueden estar seguros: ¡tenían razón! LOL)
Esto nos ha permitido desarrollar nuestra actividad comercial oficial: la RDC y la SELREF (creada especialmente para desarrollar "loisirs-visites.com" junto con la RDC, para que los clubes nocturnos puedan figurar en ella), y tener un ingreso mensual (no oficial), ya que esta actividad oficial no aportaba suficiente dinero para cubrir nuestros gastos ... (lejos de ello).
(Además, incluso con este aumento de efectivo, hemos experimentado dificultades financieras temporales de vez en cuando, como todos ustedes saben, y nos gustaría aprovechar esta oportunidad para agradecer una vez más a Emmanuel y Bertram, que nos rescataron oportunamente actuando como nuestros banqueros).
Todo ha ido según lo planeado en los clubes nocturnos durante los últimos 7 años... hasta ahora:
Con la información que yo (Xavier) he recogido en este tiempo, me he convertido en un testigo clave en un próximo juicio que involucra a los principales capos del narcotráfico internacional. El juicio tendrá que tener lugar en los EE.UU. en los próximos años. La fecha aún no se ha determinado.
Lo que complica las cosas es que ciertos consejos nos han hecho creer recientemente que mi tapadera puede haber sido descubierta.
Y desafortunadamente, recibimos la confirmación de esto ayer.
Por lo tanto, la situación se ha vuelto potencialmente peligrosa para nosotros aquí y nos ha obligado a tomar medidas de emergencia.
Cuando fui encubierto por primera vez, acepté que me pusieran en el "Programa Federal de Protección de Testigos". Esto es lo que tenemos que hacer ahora... y no lo hacemos con ninguna emoción, sino porque es necesario y no hay manera de evitarlo.
Así que hemos sido puestos bajo la custodia protectora del Gobierno de los EE.UU. y "transferidos" a los EE.UU., y tenemos nuevas identidades, que deben, por supuesto, mantenerse en secreto.
¡Para cuando lean esta carta, oficialmente "ya no existiremos" como ciudadanos franceses!
Seremos ciudadanos estadounidenses "lambda", viviendo en los EE.UU. como cualquier otro ciudadano estadounidense... excepto que se nos prohibirá comunicarnos con nuestra familia y amigos por un período de tiempo indeterminado, al menos hasta que el juicio haya terminado.
Esto nos da algunas ventajas y desventajas:
Ventajas:
Seguridad absoluta (no hay represalias que temer)
El Gobierno de los Estados Unidos nos está cuidando financieramente
Viviendo en los EE.UU. (no podemos decirte dónde, pero el clima es cálido la mayor parte del tiempo y la música es buena...)
Desventajas:
Salida repentina y apresurada en total secreto, sin poder poner nuestros asuntos en orden.
Ningún contacto con ustedes durante mucho tiempo
Imposible hacerlo saber a todo el mundo: todas las comunicaciones electrónicas tenían que cesar inmediatamente
Lo más difícil: hay algo de tensión con los chicos, que no pudieron contarle a sus amigos y tienen prohibido usar Facebook y otras redes online (pero está bien, en realidad. Lo entienden.)
Tuvimos que renunciar a los perros: por suerte, alguien se llevó a los dos (para que no se separen)
Dependemos de cada uno de ustedes para llevar a cabo las tareas que les hemos asignado abajo. Esperamos no haber pedido demasiado a ninguno de ustedes:
Sabemos que podemos contar con ustedes.
1) Cédric:
Ven y llévate lo que queda en casa antes del 31 de mayo (cuanto antes, mejor)
Empezamos a ordenar las cosas y a regalar cosas (ropa, etc.), pero no tuvimos tiempo de terminar...
Podríamos haber dejado que los americanos lo arreglaran todo, pero no son muy minuciosos y todo se habría perdido (muebles preciados, instrumentos musicales, coches...)
El 70% de las cosas se pueden llevar al basurero (todas las camas, cómodas, cajas de almacenaje, baúles, etc.): el mobiliario a guardar está en el salón (+ el armario que se ha desmontado en el dormitorio de Arthur y el escritorio en el lavadero), el resto puede ir al basurero: el más cercano es Ecopoint, a 3 km de la casa (abierto hasta el mediodía los domingos)
[Redactado]
EXCEPTO las casillas correspondientes al Proyecto Cristal (mapas, billetes, etc.), que deben entregarse a F.M. [nombre completo redactado] (contacten con él/ella por teléfono)
TAMBIÉN EXCEPTO el equipo para devolver: El router de Bouygues
El mobiliario a guardar debe ser entregado a Locmalo mientras se espera su envío a B [nombre completo redactado], el hermano de Agnès (ver más abajo)
Las llaves de la casa están escondidas fuera en el contador de gas, que se puede abrir con cualquier herramienta (llave del coche, destornillador, cuchillo). Nota: algunas de las copias de la llave de la puerta delantera están mal hechas y tienes que retorcer la llave en la cerradura para conseguir que la puerta se abra.
Pudimos poner todo lo que queremos guardar - y que de ninguna manera podemos llevar con nosotros - en una caja fuerte para encontrarlo más tarde, como artículos personales (fotos que podrían mostrar una vida "no americana", recuerdos, ordenadores, diversos papeles, joyas, armas, etc.): por lo que no es necesario hacer ninguna clasificación, sólo hay que tirar todo ... o guardarlo para ti mismo si quieres (electrodomésticos, etc.).
Informar a Alain y a otros amigos de nuestra partida.
Vende el Golf descapotable y el Xantia (los papeles firmados están en la mesa del salón) y envía el dinero de la venta (menos el 20% de comisión por tu servicio) a Christine (contacta con ella por teléfono).
(Nota: el C5 era invendible, así que se lo dieron al padre de uno de los amigos de Arthur por partes.)
Además, ve a casa de Arthur y Thomas para hacer lo mismo: los propietarios están al tanto. Las direcciones y las llaves están en la mesa del salón.
Regalos para Cédric (para compartir con Renaud y otros amigos que le echen una mano) para agradecerle su ayuda: futbolín, piano, TV y otros equipos de vídeo, colección de CD/DVD, cintas de audio y vídeo, instrumentos musicales (batería, guitarra y bajo, piano), además de algunas otras cosas, que cualquiera puede llevarse (nevera, secadora, etc.)
PD: no hay que preocuparse por el detector de metales o la canoa, que pueden quedarse allí (ni por los escombros y el otro desorden apilado en la terraza, al final del jardín y en el sótano: todo eso estaba allí cuando nos mudamos).
2) Bertrand:
Arreglar con Cédric para recuperar y almacenar los muebles de alto valor que se guardarán (son reliquias de la familia Hodanger.)
Contacte con F. G. [nombre completo redactado] para que le quite la vitrina de "palanqueta" (y que le quite los otros muebles sin valor)
Informar a toda la familia Hodanger [redactado]
[Redactado]
Dar el dinero de la venta de la vitrina a Christine, para compartirlo con Véro
Guarda los recibos de venta de los muebles para cubrir los gastos de la mudanza.
3) Emmanuel:
Concierte una cita para una inspección final e inventario después del 31 de mayo con la agencia P [nombre completo redactado] y obtenga el depósito (y envíelo a Christine, aunque la cantidad sea insignificante.)
Cancele los contratos de electricidad, gas, teléfono, agua, Internet y agua: el papeleo está en la mesa del salón.
Cuéntale a nuestros amigos (Michel, Marc, Ludo, etc.) sobre nuestra partida.
Para tu información: todas las cartas dirigidas a la casa están siendo devueltas al remitente.
Los asuntos en curso se irán perdiendo con el paso del tiempo (seguridad social y otros asuntos profesionales o privados)
4) Christine y Bertram:
Manejen las cuentas de acuerdo a las instrucciones del documento adjunto a esta carta.
(Más de 4.000 euros entrarán cada mes en varias cuentas durante un tiempo + el producto de la venta de los muebles mencionados anteriormente).
5) Frédéric:
Informa a Véronique y ayúdala a informar al resto de la familia Ligonnès.
Lo mejor sería enviarle una copia de esta carta cuando esté en Versalles.
IMPORTANTE: Dile a los "jóvenes" que no divulguen ninguna información en Facebook y que no se sorprendan si los chicos no les contestan.
Si es posible, persiga el Proyecto Cristal: este podría ser un buen proyecto para Arthur, el hijo de Laetitia, y tal vez Edouard (y nos permitiría tener un ingreso cómodo cuando regresemos.)
Los documentos adjuntos dan una visión general del proyecto - contacte con Cédric para recoger el stock de mapas y billetes.
Así que eso es todo para la lista de tareas pendientes.
Las escuelas de los niños están al tanto, así como los caseros de Arthur y Thomas, y los empleadores de Agnès y Arthur.
La historia oficial es que hemos sido transferidos a AUSTRALIA por trabajo, sin dar ningún detalle específico.
Sería bueno si pudieras difundir esta historia falsa en Facebook y en otros lugares.
Esperamos que no se prolongue durante demasiados años. (Pero todavía estamos ansiosos por el tiempo que tomarán los procedimientos legales en los EE.UU.)
Dentro de un tiempo, podremos enviarles alguna información por correo.
Hemos designado a Emmanuel como el "contacto central" ya que tiene la ventaja de conocerlos a casi todos ustedes. Él será el que reciba las cartas que se les enviarán. Recibirá instrucciones a su debido tiempo.
Por supuesto, le enviamos todo nuestro amor y pensamos mucho en ustedes durante esta separación forzosa;
Cuídense mucho.

¡Tendremos tantas historias que contarles más tarde!

## Documentales y dramas televisados
En la televisión francesa se han emitido al menos cinco documentales e informes especiales sobre el caso. 
La emisora francesa TF1 produjo una serie dramática inspirada en los acontecimientos. Aunque el argumento es ficticio, se basa en el caso de Dupont de Ligonnès, así como en el de John List. La trama gira en torno a un hombre, Thomas Kertez (interpretado por Kad Merad), su esposa Alice (Laurence Arné) y su hijo Romain de ocho años (Gaspard Pasquet), una familia ordinaria cuyas vidas se ven trastornadas cuando la policía sospecha que Thomas vive bajo una identidad falsa y que en realidad es Antoine Durieux-Jelosse, un hombre sospechoso de haber asesinado a su familia 15 años antes, y de huir y no ser visto desde entonces. Thomas es investigado por la policía y trata de demostrar su inocencia, tanto a la policía como a su familia. El rodaje de la serie, que consta de dos episodios de 45 minutos, tuvo lugar en diciembre de 2018 y la serie se emitió en septiembre de 2019.

### Casos similares
- Robert William Fisher